# 康拉德三世 (奧萊希尼察)

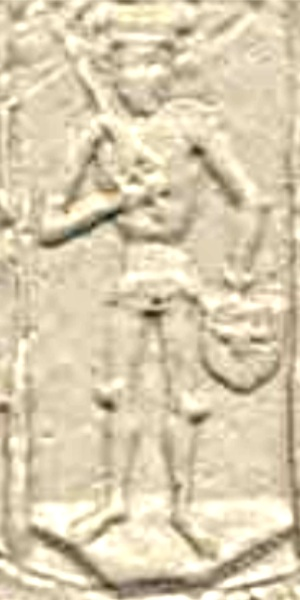
康拉德三世 (奥莱希尼察)

康拉德三世（波蘭語：Konrad III Stary，約1359年—1412年12月28日），奧萊希尼察公爵、科茲萊公爵，康拉德二世的獨子，1377年至1412年在位。

## 子女
康拉德的妻子名為茱蒂絲（Judith），兩人共有5子2女：
1. 康拉德四世（—1447年）
2. 康拉德五世（—1439年）
3. 康拉德六世（英语：Konrad VI the Dean）（—1427年）
4. 康拉德七世（英语：Konrad VII the White）（—1452年）
5. 康拉德八世（英语：Konrad VIII the Younger）（—1444年）
6. 歐菲米亞（—1442年），薩克森-維滕堡公爵夫人
7. 海德薇希（—1454年）